# SA-100
La SA-100 es una carretera de titularidad autonómica de la Junta de Castilla y León (España) que discurre por la provincia de Salamanca entre la carretera N-630 y el Límite de la Provincia de Ávila en la provincia de Salamanca.
Pertenece a la Red Complementaria Preferente de la Junta de Castilla y León.

## Recorrido
La carretera SA-100 tiene su origen en Vallejera de Riofrío en la intersección con la carretera N-630 y termina en el Límite de la Provincia de Ávila, continuando por la carretera AV-100 en el término municipal de La Hoya formando parte de la Red de carreteras de Salamanca.
Pasa por la localidad de La Hoya.
| Vallejera de Riofrío (Intersección con ) - Límite de la Provincia de Ávila (Continuación por ) | Vallejera de Riofrío (Intersección con ) - Límite de la Provincia de Ávila (Continuación por ) | Vallejera de Riofrío (Intersección con ) - Límite de la Provincia de Ávila (Continuación por ) | Vallejera de Riofrío (Intersección con ) - Límite de la Provincia de Ávila (Continuación por ) | Vallejera de Riofrío (Intersección con ) - Límite de la Provincia de Ávila (Continuación por ) | Vallejera de Riofrío (Intersección con ) - Límite de la Provincia de Ávila (Continuación por ) | Vallejera de Riofrío (Intersección con ) - Límite de la Provincia de Ávila (Continuación por ) | Vallejera de Riofrío (Intersección con ) - Límite de la Provincia de Ávila (Continuación por ) | Vallejera de Riofrío (Intersección con ) - Límite de la Provincia de Ávila (Continuación por ) | Vallejera de Riofrío (Intersección con ) - Límite de la Provincia de Ávila (Continuación por ) | Vallejera de Riofrío (Intersección con ) - Límite de la Provincia de Ávila (Continuación por ) |
| Esquema                                                                                        | PK                                                                                             | Sentido Límite de la Provincia de Ávila                                                        | Sentido Límite de la Provincia de Ávila                                                        | Sentido Límite de la Provincia de Ávila                                                        | Sentido Límite de la Provincia de Ávila                                                        | Sentido Vallejera de Riofrío                                                                   | Sentido Vallejera de Riofrío                                                                   | Sentido Vallejera de Riofrío                                                                   | Sentido Vallejera de Riofrío                                                                   | Incidencias                                                                                    |
| Esquema                                                                                        | PK                                                                                             | Velocidad                                                                                      | Elemento                                                                                       | Salida                                                                                         | Salida                                                                                         | Salida                                                                                         | Salida                                                                                         | Elemento                                                                                       | Velocidad                                                                                      | Incidencias                                                                                    |
| Esquema                                                                                        | PK                                                                                             | Velocidad                                                                                      | Elemento                                                                                       | Dir.                                                                                           | Nombre                                                                                         | Nombre                                                                                         | Dir.                                                                                           | Elemento                                                                                       | Velocidad                                                                                      | Incidencias                                                                                    |
| ---------------------------------------------------------------------------------------------- | ---------------------------------------------------------------------------------------------- | ---------------------------------------------------------------------------------------------- | ---------------------------------------------------------------------------------------------- | ---------------------------------------------------------------------------------------------- | ---------------------------------------------------------------------------------------------- | ---------------------------------------------------------------------------------------------- | ---------------------------------------------------------------------------------------------- | ---------------------------------------------------------------------------------------------- | ---------------------------------------------------------------------------------------------- | ---------------------------------------------------------------------------------------------- |
|                                                                                                | 0,0                                                                                            |                                                                                                |                                                                                                | Vallejera de Riofrío                                                                           | Vallejera de Riofrío                                                                           | Vallejera de Riofrío                                                                           |                                                                                                |                                                                                                |                                                                                                |                                                                                                |
| Béjar                                                                                          | 0,0                                                                                            |                                                                                                |                                                                                                |                                                                                                |                                                                                                |                                                                                                |                                                                                                |                                                                                                |                                                                                                |                                                                                                |
|                                                                                                | 0,0                                                                                            |                                                                                                | 5,5 km                                                                                         | Puerto de La Hoya                                                                              | Puerto de La Hoya                                                                              | Puerto de La Hoya                                                                              | Puerto de La Hoya                                                                              | 5,5 km                                                                                         |                                                                                                |                                                                                                |
| 5,505                                                                                          |                                                                                                |                                                                                                | 5,5 km                                                                                         | Puerto de La Hoya                                                                              | Puerto de La Hoya                                                                              | Puerto de La Hoya                                                                              | Puerto de La Hoya                                                                              | 5,5 km                                                                                         |                                                                                                |                                                                                                |
|                                                                                                | 1,4                                                                                            |                                                                                                |                                                                                                | Navacarros Candelario                                                                          | Navacarros Candelario                                                                          | Navacarros Candelario                                                                          | Navacarros Candelario                                                                          |                                                                                                |                                                                                                |                                                                                                |
|                                                                                                | 1,7                                                                                            |                                                                                                |                                                                                                |                                                                                                | Navacarros Candelario                                                                          | Navacarros Candelario                                                                          |                                                                                                |                                                                                                |                                                                                                |                                                                                                |
|                                                                                                | 3,7                                                                                            |                                                                                                |                                                                                                | LA HOYA                                                                                        | LA HOYA                                                                                        | LA HOYA                                                                                        | LA HOYA                                                                                        |                                                                                                |                                                                                                |                                                                                                |
|                                                                                                | 3,8                                                                                            |                                                                                                |                                                                                                | LA HOYA                                                                                        | LA HOYA                                                                                        | LA HOYA                                                                                        | LA HOYA                                                                                        |                                                                                                |                                                                                                |                                                                                                |
|                                                                                                | 4,1                                                                                            |                                                                                                |                                                                                                | Estación de esquí de La Covatilla                                                              | Estación de esquí de La Covatilla                                                              | Estación de esquí de La Covatilla                                                              | Estación de esquí de La Covatilla                                                              |                                                                                                |                                                                                                |                                                                                                |
|                                                                                                | 4,7                                                                                            |                                                                                                |                                                                                                | La Hoya 1250 m                                                                                 | La Hoya 1250 m                                                                                 | La Hoya 1250 m                                                                                 | La Hoya 1250 m                                                                                 |                                                                                                |                                                                                                |                                                                                                |
|                                                                                                | 5,505                                                                                          |                                                                                                |                                                                                                | Becedas                                                                                        | Becedas                                                                                        | Becedas                                                                                        | Becedas                                                                                        |                                                                                                |                                                                                                |                                                                                                |